# Eduardo Vaquerizo
Eduardo Vaquerizo Rodríguez (Madrid, 7 de julio de 1967) es un escritor español de relatos y novelas de ciencia ficción, terror y fantasía. 
Aunque parte de su obra puede adscribirse a la llamada ciencia ficción dura, donde refleja su formación como ingeniero aeroespacial, o incluso al homenaje más desenfadado al género "pulp", la mayor parte de sus relatos son afines a la intención formal y estilística de la ciencia ficción posterior a la Nueva Ola, incluyendo ucronías, relatos steampunk y postcyberpunk y experimentos que bordean lo onírico y surrealista.
En toda su obra destaca la búsqueda de imágenes muy visuales y el afán por construir una cadencia musical en sus escritos. Temáticamente, ha explorado con frecuencia la presentación de mentalidades totalmente ajenas a la nuestra y ha analizado lo que entendemos por realidad, sea esta virtual o no.
A partir de sus novelas Danza de tinieblas (2005) y La última noche de Hipatia (2009) ha incluido en su obra elementos históricos, que en la serie iniciada con la propia Danza de tinieblas toman la forma de una peculiar ucronía, en la que el Imperio Español no desaparece, sino que avanza en lo técnico y en lo económico por la no expulsión de judíos y moriscos y la adopción de una forma peculiar de protestantismo.

## Novelas
- 2025 - Coramante (Alamut, ISBN 9788498891614)
- 2024 - Forjador de universos (La Magnífica, ISBN 978-̈84-128513-0-4)
- 2018 - Alba de tinieblas (Cyberdark, ISBN 978-̈84-15157-23-6)
- 2018 - Sueños de fuego (Cazador de ratas ed., ISBN 978-̈84-948741-6-1)
- 2017 - La aritmética del caos (Nowevolution, ISBN 978-84-16936-16-8)
- 2015 - Nos mienten (RHM Fantascy, ISBN 978-84-15831-64-8)
- 2014 - Tres motivos para morir en Madrid (Saco de huesos)
- 2013 - Memoria de Tinieblas (Sportula, ISBN 978-84-941035-8-2)
- 2009 - La última noche de Hipatia (Alamut, ISBN 978-84-9889-030-3)
- 2005 - Danza de tinieblas (Minotauro, ISBN 84-450-7553-5)
- 2001 - Mentes de hielo y noche (Grupo editorial AJEC, ISBN 84-607-2900-1)
- 2001 - Stranded (Náufragos) (en colaboración con Juan Miguel Aguilera; novelización del guion de la película homónima) (Punto de Lectura, ISBN 84-663-0349-9)
- 2000 - RAX (Espiral Ciencia Ficción)
- 1998 - El Lanzador (Artifex Serie Minor)

## Novelas cortas
- 2017 - Memorias del gran anillo 01: Dioseros (Editorial Cerbero, 978-84-946422-7-2).
- 2013 - Osfront (en colaboración con José Ramón Vázquez y Santiago Eximeno).

## Relatos
- 2014 - "Hombres vacíos" (Alambre de Letras, NeoNauta Ediciones)
- 2012 - "Siento las venas llenas de sombra" (Los mejores terrores en relatos, 2012)
- 2008 - "Morita recogía flores" (Los premios Ignotus 1991-2008)
- 2008 - "Bajo estrellas feroces" (Artifex 2 - 4.ª época)
- 2007 - "Gourmet" (Efímero 118)
- 2006 - "Click, clik" (Vórtice en Línea 9)
- 2006 - "Luz inhumana (Antología Franco. Una historia alternativa, selecc. de Julián Díez; Minotauro)
- 2006 - "Víctima y verdugo" (Artifex 3 - 3.ª época)
- 2005 - "Indiferencia" (Mañanas en sombras)
- 2004 - "El valor del dinero" (Antología Eine Trillion Euro, selecc. de Andreas Eschbach)
- 2004 - "El jardín automático" (Artifex 11 - 2.ª época)
- 2003 - "Diez segundos" (Púlsar 10)
- 2003 - "Indiferencia" (Axxón 123)
- 2003 - "Negras águilas" (Artifex 9 - 2.ª época)
- 2003 - "Una esfera perfecta" (Antología de la ciencia ficción española 1982-2002, selecc. de Julián Díez; Minotauro)
- 2002 - "Mística" (Qliphoth 6)
- 2002 - "Aromas en infrarrojo" (Púlsar 8)
- 2002 - "El funcionario" (Púlsar 7)
- 2002 - "Beaufort 3" (Púlsar 6)
- 2002 - "Tierra poblada de preguntas" (2001, vol. 6)
- 2002 - "Dulces dieciséis" (2001, vol. 2)
- 2001 - "Les chemins du rêve" (Utopiae 2001, fin de l’odysseé?)
- 2001 - "No era exactamente igual" (Púlsar 2)
- 2001 - "Viajero" (Púlsar 1)
- 2001 - "Soñando del revés" (Artifex 5 - 2.ª época)
- 2000 - "Diez segundos" (Visiones 2000)
- 2000 - "Dios" (Qliphoth 0)
- 2000 - "Aquel país" (La Plaga 0)
- 2000 - "Estética mortal" (Antología Ingeniería genética; Espiral Ciencia Ficción)
- 2000 - "Los caminos del sueño" (Gigamesh 27; reed Fabricantes de sueños, selección 2001; AEFCFT)
- 2000 - "Agua mineral" (Framauro 2)
- 2000 - "Llorando silencio" (Framauro 1)
- 2000 - "Quercarrán" (Finis Terrae 14)
- 2000 - "La ciudad cambia cada noche" (Artifex 3 - 2.ª época)
- 1999 - "Recursos humanos" (Solaris 1)
- 1999 - "Ejércitos" (Axxón 103)
- 1999 - "Una esfera perfecta" (Artifex 1 - 2.ª época; reed. Fabricantes de sueños, selección 2000; AEFCFT)
- 1999 - "Habítame y que el tiempo me hiele" (Ad Astra 16)
- 1998 - "La noche estrellada" (Artifex 18)
- 1998 - "Zarpas de metal" (I Certame U.S.C. de contos de ciencia ficción)
- 1998 - "Aliento de sombras" (Bucanero 10)
- 1998 - "Mi piano" (Ad Astra 13)
- 1997 - "Improbable, imposible" (Parsifal 9)
- 1997 - "El obrador" (Parsifal 10; reed. 2003 Blanco Móvil 89, Especial ciencia ficción española)
- 1997 - "Seda y plata" (Artifex 16; reed 1999 "A Quien Corresponda 93"; reed. 2000 Antología De Profundis)
- 1995 - "RV" (Núcleo Ubik 2)

## Ensayo
- Yo soy más de series; 60 series que cambiaron la historia de la televisión. Fernando Ángel Moreno (ed.). Granada: Esdrújula Ediciones, 2015.

## Premios
- 2021 - Finalista con mención especial del jurado del Primer Premio de Novela Corta El Proceso, por "Universos en conflicto"., posteriormente publicado como Forjador de universos.
- 2016 - Ganador Premio Celsius de novela por "Nos mienten" [5][6]
- 2014 - Ganador Ignotus de novela por "Memoria de tinieblas"
- 2014 - Finalista Premio Celsius de novela por "Memoria de tinieblas"
- 2013 - Ganador Ignotus de novela corta por "Osfront" (junto con José Ramón Vázquez y Santiago Eximeno)
- 2010 - Ganador Xatafi-Cyberdark de novela por "La última noche de Hipatia"
- 2010 - Ganador Ignotus de novela por "La última noche de Hipatia"
- 2010 - Finalista Premio Celsius de novela por "La última noche de Hipatia"
- 2006 - Ganador Xatafi-Cyberdark de novela por "Danza de tinieblas"
- 2006 - Ganador Ignotus de novela por "Danza de tinieblas"
- 2005 - Finalista Minotauro de novela por "Danza de tinieblas"
- 2004 - Ganador Ignotus de relato por "Negras águilas"
- 2001 - Ganador Ignotus de novela corta por "RAX"
- 2000 - Doble finalista del Pablo Rido de relato por "Agua mineral" y "Soñando del revés"
- 2000 - Ganador Premio Domingo Santos de literatura de Ciencia Ficción por "Los caminos del sueño"
- 2000 - Ganador Espiral Ciencia Ficción de novela corta por "Estética mortal"
- 1999 - Finalista Pablo Rido de relato por "Habítame y que el tiempo me hiele"
- 1998 - Ganador Ciudad de Corverá de cuento fantástico por "Seda y plata"
- 1998 - Doble finalista Pablo Rido de relato por "Una esfera perfecta" y "Aliento de sombras"
- 1997 - Ganador USC Philip K. Dick 9.º de relato por "Zarpas de metal"
- 1985 - Ganador Certamen de cuento infantil y juvenil de Alcorcón por "La sombra sin nombre"

## Antologías
- 2025 Antología del Premio Domingo Santos (1992-2019), con «Los caminos del sueño». (Dolmen, ISBN 979-13-87689-10-0).[7]
- 2024 La Edad de Oro del Fantástico en España (1989-2009), con «Seda y plata» (Apache libros, ISBN 978-84-19293-76-3).[8]
- Fue seleccionado en la primera antología de autores steampunk españoles traducidos al inglés, The Best of Spanish Steampunk, editada y traducida por James y Marian Womack.[9]

- 2014 Dulces dieciséis. Recopilación de cuentos del autor. (Cyberdark, ISBN 978-84-15157-12-0)